# Cá heo Commerson
Cephalorhynchus commersonii là một loài động vật có vú trong họ Delphinidae, bộ Cetacea. Loài này được Lacépède mô tả năm 1804.

## Hình ảnh

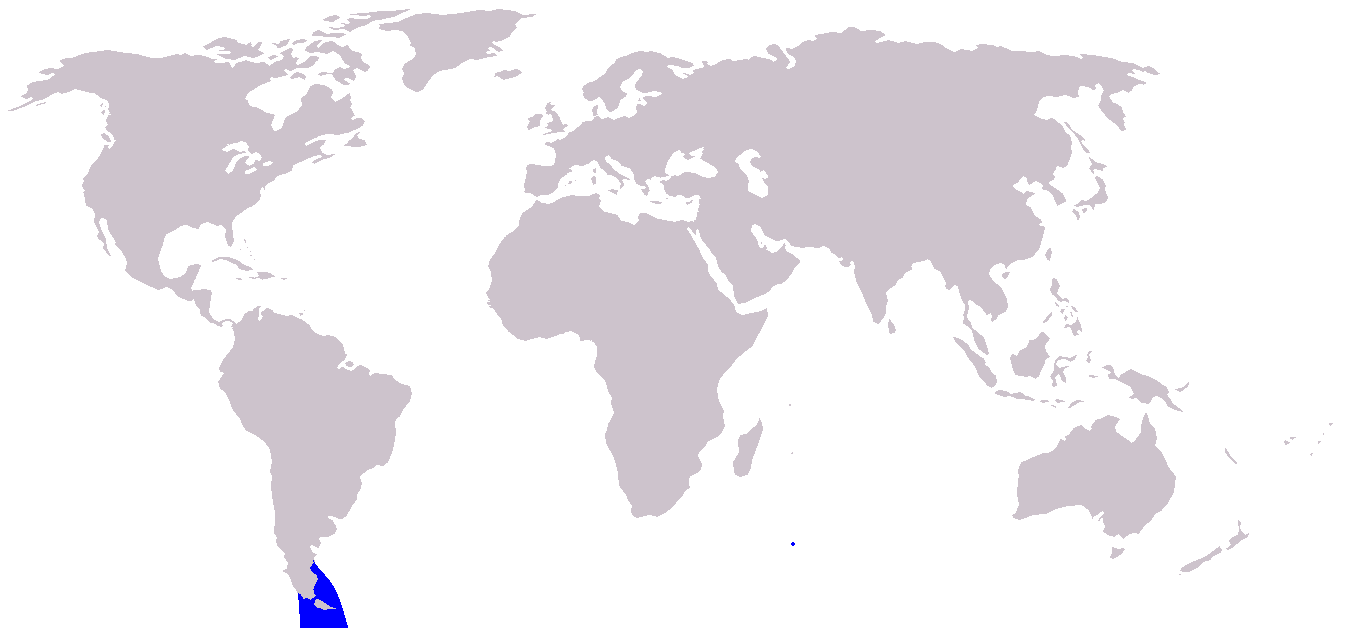
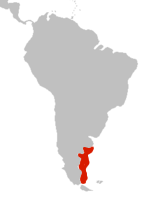
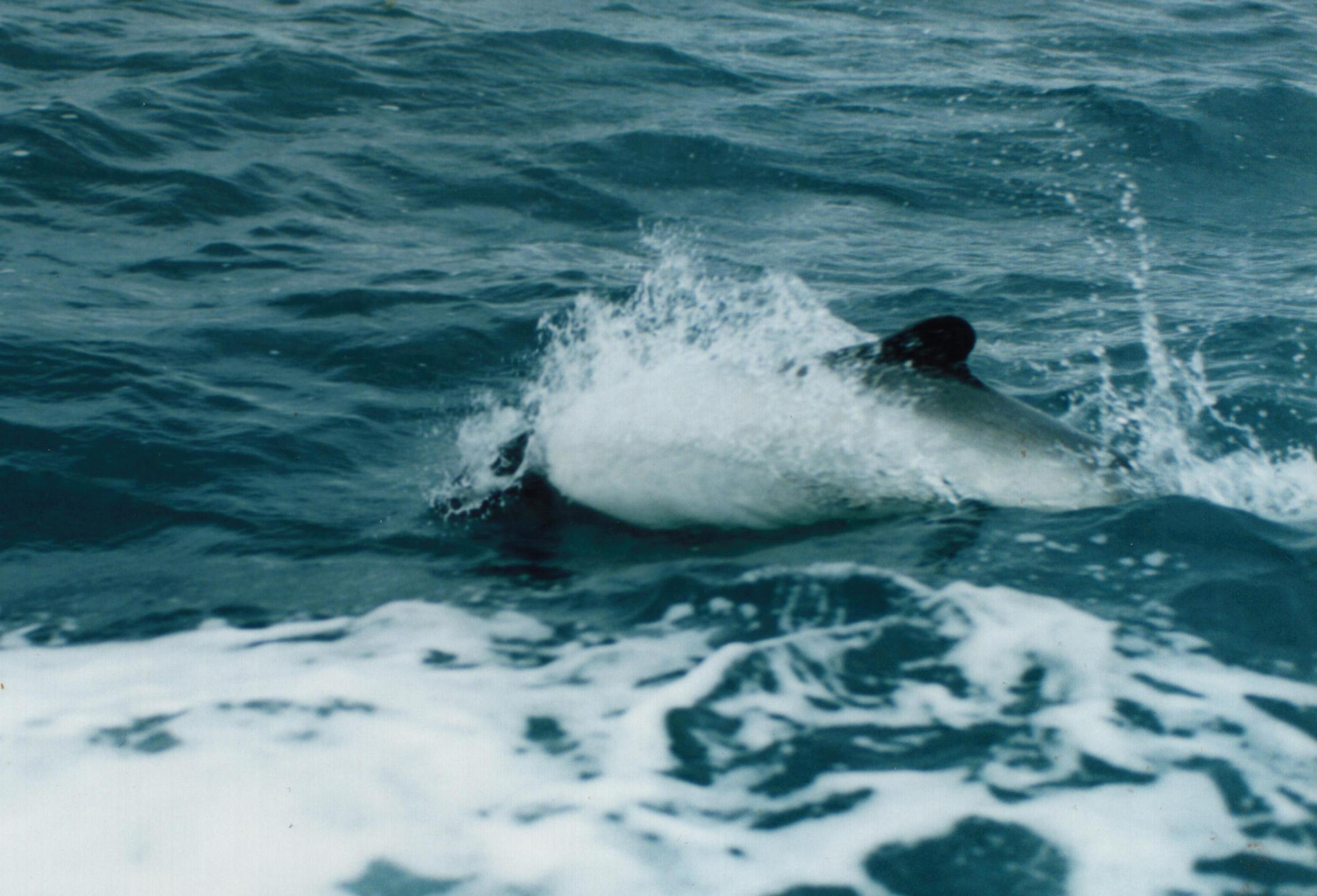
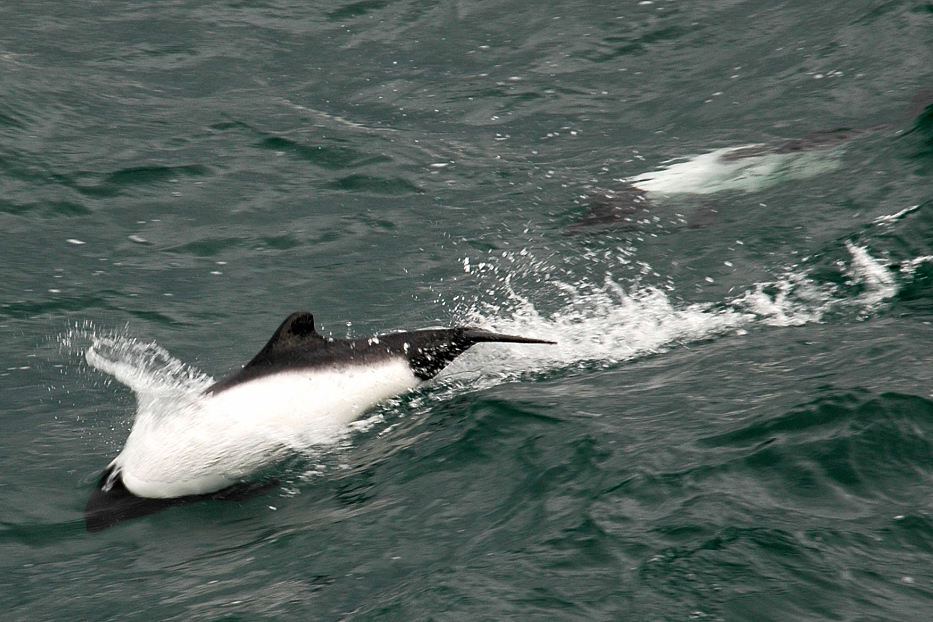

## Phân bố
Loài này phân bố ở hai nơi. Một nhóm lớn hơn được tìm thấy ở nhiều vịnh nhỏ khác nhau ở Argentina, ở eo biển Magellan và gần quần đảo Falkland. Nhóm thứ hai (được phát hiện thập niên 1950) sống gần quần đảo Kerguelen, cách quần thể chính 8.000 km về phía đông. Chúng thích sống trong các môi trường nước nông. Số cá thể trên toàn không được biết rõ, nhưng loài này được xem là phổ biến địa phương. Một khảo sát năm 1984 với số cá thể khoảng 3.400 ở eo biển Magellan.